# 三田市立本庄小学校
三田市立本庄小学校（さんだしりつ ほんじょうしょうがっこう）は、兵庫県三田市東本庄に所在する公立小学校。

## 通学区域
- 幡尻区、大音所区、上須磨田区、下須磨田区、本庄田中区、西安区、勝谷区、東向区、井ノ草区、東山区、大畑区( 大畑市営住宅を除く) 、長坂区、旭区、溝口区、洞区、四ツ辻区、相野荘区[1]

※卒業後は基本的に三田市立長坂中学校に進学する。

## 通学区域が隣接している学校
- 三田市立藍小学校
- 三田市立広野小学校
- 三田市立母子小学校
- 丹波篠山市立古市小学校